# 横浜マラソン
横浜マラソン（よこはまマラソン）は、神奈川県横浜市で開催される1981年創立の、市民参加型の長距離走・マラソンイベント大会である。かつて2009年から2014年まで開催された、横浜国際女子マラソンとは走行コースが異なっている。

## 概要
2013年までは毎年秋もしくは晩秋に開催され、山下公園前の紅葉したイチョウ並木（山下公園通り）をスタート地点としていた。競技は「ハーフマラソン」(1991年までは「20kmの部」)、「10kmの部」、「車椅子の部」（2009年までは10km、2011年・2012年は12.7kmで行われ、2010年・2013年は車椅子部門なし）が行われ、参加者は毎年8000人前後で推移していた。制限時間が他の大会より短く（ハーフマラソンは117分、10kmは70分）、仮装での走行は禁止されているなど、市民大会でありながら競技性が高いのが特徴であった。
2013年は「第33回 横浜マラソン大会」の名称で10kmの部（制限時間80分）のみ開催された。
2014年は開催されなかったが、2015年以降はコースが一新となり（詳細は後節参照）フルマラソン化された（制限時間はフルマラソン 6時間30分、10km 90分、10km車椅子 45分、2km車椅子 40分）。参加者の定員は2万5千人（申込者多数の場合は抽選）となっている。
2015年・2016年は2年連続して、3月中旬に開催されていた。2017年と2018年は、2年連続で10月下旬の開催予定と公表。また、フルマラソン化以前からあった10kmの部と、10km車椅子の部は2016年大会を最後に廃止され、2017年大会から1/7フルマラソンの部（6.0278km、制限時間 80分）と1/7フルマラソン車椅子の部（6.0278km、制限時間 30分）が代わりに新設された。2019年大会は11月中旬（11月10日）に変更する事が2018年7月27日に発表された。
2017年大会本番の前々日までは、「開催を前提に進めて」いた。ところが、台風22号の日本接近により「横浜マラソン本番当日、大雨及び強風圏に入ることが確実になった」ことを根拠として、実際に当日は最大風速5.6m/sであったものの、大会前日受付の最中だった10月28日の午後4時頃に、急遽大会中止を発表。なお、横浜マラソンと同じく10月29日に実施された国内のフルマラソン大会のうち、中止になったのは当大会のみである。
その後、大会中止発表から3日経過後の10月31日、事後対応についての発表がなされたが、その内容は受付を完了した参加者と、未完了の参加者とで対応が異なるものであった。また、中止となった2017年大会の参加予定ランナーに対して、参加料返金はしなかったものの、翌2018年大会優先出走権を有料（参加料全額負担）で譲与し、その完走ランナーには2017年分・2018年分の2個が授与された。
2019年大会では、女性ランナー優先枠として1万人の枠を用意。同枠には6846人の応募があった。
2020年大会は、2019新型コロナウイルスが日本における感染症拡大収束が治まらない影響の理由により、開催予定だった同年11月1日より約半年前の5月8日に、当大会2度目の中止を決定。さらに2021年も同様で中止。2022年に、3年ぶりに開催された。
2023年大会では、ペアリレー・ファンラン（ファミリー及び中学生）部門を新設した。

### 記録計測について
本大会では2022年より、これも未公認コースであることであることを生かし、ネットタイム（号砲基準ではなく、各ランナーそれぞれがスタートラインを通過した時点で計時開始）が公式記録となる。

### ラッキー給食
2015年のフルマラソン化より、給食所ではよくある食品のほか、神奈川県内の銘菓などを時間・提供場所を伏せ限定数提供する「ラッキー給食」を提供している（2018年大会以降は、公式HPにて「ラッキー給食」提供の企業募集を発表）。

## コース

### 2013年まで
2012年までのコースは以下の通り。2013年は10km部のみ開催で、コースは前年までと同じ。
- ハーフマラソン： 山下公園前（スタート） → 横浜マリンタワー前 → 山下橋 → （首都高速神奈川3号狩場線高架下） → 本牧橋 → 本牧埠頭D突堤 → 横浜港シンボルタワー前 → 本牧海づり施設（横浜フィッシングピアーズ）前 → 日産自動車本牧専用埠頭 → 横浜本牧駅前（錦町） → 三菱重工業横浜製作所本牧工場前（かもめ町） → JX日鉱日石エネルギー根岸製油所前[注釈 1] → 本牧陸橋前 → （国道357号） → 本牧市民プール前 → 本牧市民公園前（折り返し） → 本牧市民プール前 → （国道357号） → 本牧陸橋下 → JX日鉱日石エネルギー根岸製油所前 → 三菱重工業横浜製作所本牧工場前（かもめ町） → 横浜本牧駅前（錦町） → 日産自動車本牧専用埠頭 → 本牧橋 → （首都高速神奈川3号狩場線高架下） → 山下橋 → 山下埠頭（ゴール）
- 車椅子12.7km： ハーフマラソンと同じコースを走る。ハーフマラソンの折り返し地点をゴール地点とする。
- 10kmの部： 山下公園前（スタート） → 横浜マリンタワー → 山下橋 → （首都高速神奈川3号狩場線高架下） → 本牧橋 → 本牧埠頭D突堤（折り返し） → 本牧橋 → （首都高速神奈川3号狩場線高架下） → 山下橋 → 山下埠頭（ゴール）

かつてのハーフマラソンは日本陸連・公認コースであった。

### 2015年以降
2013年以前のコースから一新され、横浜みなとみらい21地区を発着する、フルマラソンの部及び10Kmの部のコースが設定された。途中、首都高速湾岸線や、通常は関係者以外立ち入ることができない横浜港の施設内も含まれる。当初「横浜マラソン2015」の公式HPでは、フルマラソン・10Kmと共に「日本陸上競技連盟・公認コース申請予定」と発表されていた。しかしその2015年大会において、マラソンコースの一部（首都高速道路）を事前に計測されていなかった為、結果186.2mの距離が不足していたことが判明し、日本陸連からの公認記録は承認されない。翌2016年大会はその距離不足分を補ったが、同大会以降も陸連の公認は取っていない。
未公認コースであることを逆手に取り、ベースとなる地点は同様ながら新名所などを回る経路を都度取り入れ、2015年～2022年まで開催された全ての回で異なるコースとなり、2022年大会よりようやく安定したコースとなった。
- 2015年当初は、みなとみらい大橋（スタート） → 横浜市中央卸売市場本場 → 横浜赤レンガ倉庫 → 横浜三塔前 → 横浜スタジアム前 → 山下公園前 → 本牧市民公園前 → 根岸駅 → 横浜南部市場[注釈 2] （折り返し） → 首都高速湾岸線・杉田入口 → 本牧ふ頭入口（折り返し） → 本牧埠頭D突堤（折り返し） → 山下公園前 → パシフィコ横浜（ゴール）のコース。

- 2016年大会は前述の通り前年の距離不足を補うため、横浜南部市場内の走行距離を186.2m伸ばす対応を実施。

- 2018年大会では、南部市場の工事のため同地内の折り返し地点が入り口寄りに移動し、復路のみ赤レンガパーク敷地内を通過するコースとなった。

- 2019年大会では、南部市場に商業施設「ブランチ横浜南部市場」がオープンし、再び南部市場内の走行距離が増加、本牧ふ頭の折り返し地点が230m手前に、またゴール直前で同年オープンの「横浜ハンマーヘッド」を周回するコースが取られる。

- 2021年大会では、スタート地点が横浜（新）市庁舎に変更され、横浜スタジアムの周回が取りやめられた。また、本牧ふ頭の折り返し地点がさらに手前となったが、大会が中止となった。

- 2022年大会では、スタート地点が横浜ランドマークタワー前となる。首都高は杉田出入口をいったん南行に向かってから北行に折り返す経路となり、本牧ふ頭には完全に入らなくなる。ゴール直前の大岡川の渡河はこれまで国際橋だったが、さらに河口側に新設された女神橋経由に変更。ゴールゲートもこれまでよりさらに海岸寄りに移動した。

最新回のコース
- フルマラソン： 横浜ランドマークタワー前（スタート） → 横浜市中央卸売市場本場 → 横浜赤レンガ倉庫 → 横浜三塔前 → 山下公園前 → 本牧市民公園前 → 根岸駅 → 横浜南部市場 （折り返し） → 磯子スポーツセンター → 首都高速湾岸線・杉田入口 → 高速道路上・南部市場付近（折り返し） → 本牧ふ頭入口（折り返し） → 山下公園前 → 横浜ハンマーヘッド →臨港パーク（ゴール）

- ペアリレー： フルマラソンのコースの中間地点付近である磯子スポーツセンターを中継地点とし、2人1組で参加する。

- みなとみらい7kmラン（約7km）：フルマラソンのコースを赤レンガ倉庫まで進み、そこから復路の経路で臨港パークまで。

- 車いすチャレンジ・ファンラン（約2.7km）： パシフィコ横浜前交差点（スタート） → 横浜赤レンガ倉庫 → 国際橋（2015年ゴール） → パシフィコ横浜（フルマラソンゴールに同じ）

なお、車いすフルマラソンは行われていないが、現体制の初回である2015年レース時に試走が行われた。
車いすチャレンジはその仕様は問わず伴奏・介助も可能。
2015年・2016年は下記の種目が実施されていた。
- 10km： みなとみらい大橋（スタート） → 横浜市中央卸売市場本場 → 横浜赤レンガ倉庫 → 横浜三塔前 → 横浜スタジアム前 → 山下公園前 → 山下埠頭 → 山下公園（ゴール）

- 車いす10km： 一般10kmに同じ

また2012年・2013年迄のハーフマラソン・10Kmマラソンと同様に、仮面やマント等の仮装を始め、ほか音楽プレーヤー等の使用や、裸足での出走は原則的に禁止となっている。

## 運営
- 主催 - 横浜マラソン組織委員会
  - 主な構成団体 - 横浜市、神奈川県、横浜市スポーツ協会、横浜市陸上競技協会、神奈川新聞社ほか
- 主管 - 横浜市陸上競技協会
- 後援 - スポーツ庁、観光庁、朝日新聞社、日本スポーツ協会ほか

## プロデューサー
- 坂本雄次（ランナーズ・ウェルネス代表）

## 優勝者
-数字- は優勝回数、 記録 は（当時の）大会記録。
|    | 開催日         | 男子選手                             | 記録                                 | 女子選手                             | 記録                                 |
| -- | -------------- | ------------------------------------ | ------------------------------------ | ------------------------------------ | ------------------------------------ |
| 34 | 2015年3月15日  | 小山祐太 (JPN)                       | 2時間24分39秒                        | 高田佐知恵 (JPN)                     | 2時間56分31秒                        |
| 35 | 2016年3月13日  | 小山祐太 (JPN)                       | 2時間25分15秒                        | Leah Daugherty (USA)                 | 2時間51分04秒                        |
| 36 | 2017年10月29日 | 台風22号接近による大雨・強風の為中止 | 台風22号接近による大雨・強風の為中止 | 台風22号接近による大雨・強風の為中止 | 台風22号接近による大雨・強風の為中止 |
| 37 | 2018年10月28日 | 坂口享 (JPN)                         | 2時間27分31秒                        | 風見節子 (JPN)                       | 3時間00分26秒                        |
| 38 | 2019年11月10日 | 門出康孝 (JPN)                       | 2時間21分30秒                        | 風見節子 (JPN)                       | 2時間56分57秒                        |
| 39 | 2020年11月1日  | 新型コロナウイルス感染拡大の為中止   | 新型コロナウイルス感染拡大の為中止   | 新型コロナウイルス感染拡大の為中止   | 新型コロナウイルス感染拡大の為中止   |
| 40 | 2021年10月31日 | 新型コロナウイルス感染拡大の為中止   | 新型コロナウイルス感染拡大の為中止   | 新型コロナウイルス感染拡大の為中止   | 新型コロナウイルス感染拡大の為中止   |
| 41 | 2022年10月30日 | 坂本智史 (JPN)                       | 2時間24分00秒                        | 吉崎亜紀 (JPN)                       | 2時間57分02秒                        |
| 42 | 2023年10月29日 | 大久保陸人 (JPN)                     | 2時間23分24秒                        | 安留ゆかり (JPN)                     | 2時間51分53秒                        |

## 運営結果
|                     | フルマラソン                         | 一般10km                             | 車いす10km                           | 車いす2km/チャレンジ                 | ペアリレー                           | ファンラン                           | 合計                                 | 沿道応援人数                         |
| ------------------- | ------------------------------------ | ------------------------------------ | ------------------------------------ | ------------------------------------ | ------------------------------------ | ------------------------------------ | ------------------------------------ | ------------------------------------ |
| 34                  | 21,560 (96.0%) / 22,458              | 932 (99.0%) / 938                    | 8 (100.0%) / 8                       | 19 (100.0%) / 19                     |                                      |                                      | 22,519 (96.2%) / 23,423              | 62万人                               |
| 35                  | 22,594 (94.4%) / 23,948              | 968 (99.7%) / 971                    | 9 (90.0%) / 10                       | 41 (100.0%) / 41                     |                                      |                                      | 23,612 (94.6%) / 24,968              | 65万人                               |
| 36                  | 台風22号接近による大雨・強風の為中止 | 台風22号接近による大雨・強風の為中止 | 台風22号接近による大雨・強風の為中止 | 台風22号接近による大雨・強風の為中止 | 台風22号接近による大雨・強風の為中止 | 台風22号接近による大雨・強風の為中止 | 台風22号接近による大雨・強風の為中止 | 台風22号接近による大雨・強風の為中止 |
| 37                  | 24,650 (92.0%) / 26,778              | 954 (99.6%) / 957                    | 6 (83.3%) / 5                        | 83 (100.0%) / 83                     |                                      |                                      | 25,692 (92.3%) / 27,824              | 68.4万人                             |
| 38                  | 26,892                               | 998                                  | 9                                    | 93                                   |                                      |                                      | 27,992                               | 68.8万人                             |
| 39                  | 新型コロナウイルス感染拡大の為中止   | 新型コロナウイルス感染拡大の為中止   | 新型コロナウイルス感染拡大の為中止   | 新型コロナウイルス感染拡大の為中止   | 新型コロナウイルス感染拡大の為中止   | 新型コロナウイルス感染拡大の為中止   | 新型コロナウイルス感染拡大の為中止   | 新型コロナウイルス感染拡大の為中止   |
| 40                  | 新型コロナウイルス感染拡大の為中止   | 新型コロナウイルス感染拡大の為中止   | 新型コロナウイルス感染拡大の為中止   | 新型コロナウイルス感染拡大の為中止   | 新型コロナウイルス感染拡大の為中止   | 新型コロナウイルス感染拡大の為中止   | 新型コロナウイルス感染拡大の為中止   | 新型コロナウイルス感染拡大の為中止   |
| 41                  | 16,466 (92.1%) / 17,879              | 3,874 (99.5%) / 3,893                |                                      | 67 (100.0%) / 67                     |                                      |                                      | 20,407 (93.4%) / 21,839              | 43.0万人                             |
| 42                  | 16,001 (94.2%) / 16,992              | 5,146 (99.8%) / 5,158                |                                      | 83 (100.0%) / 83                     | 454 (96.6%) / 470                    | 198 (98.5%) / 201                    | 21,882 (95.5%) / 22,904              | 47.1万人                             |
| 完走者 (%) / 出走者 |                                      |                                      |                                      |                                      |                                      |                                      |                                      |                                      |

## テレビ中継
2015年大会は、地上波の県域ローカル局テレビ神奈川（tvk）で生中継された。放送時間は8:00 - 15:30。この中継がtvk開局以来初のマラソン生中継となった。
2016年大会も同一時間にて放送された。開催中止となった2017年大会の際、tvkはどの開いた約7時間枠（8:00 - 14:55）において犬・猫をテーマにした映画が4本連続で振替放映された。
2018年・2019年大会は、8:00 - 11:30と、13:30 - 15:30の二部に分けて放送される。また2018年よりサブチャンネル（032ch）にて、フルマラソンゴール地点の定点映像を放送した（メインチャンネルの中断時間も含む）。
2022年大会は、8:00 - 9:00と、14:30 - 15:00の二部となり、地上波での中継枠は大幅に削減され、サブチャンネルのゴール中継も行われなかった。
2024年大会は、8:00 - 9:00のスタート中継のみとなった。
中継出演者（2022年）
別記が無い場合はいずれもtvkアナウンサー
- MC：トーマスサリー（元tvkアナウンサー、フリーアナウンサー）
- 解説：折内一昭（ドリームアシストクラブ代表理事）
- 中継リポーター：久本真菜（元tvkアナウンサー、フリーアナウンサー）
- インタビュー出演：山中竹春（横浜市長）

## インターネット中継
- 2022年大会は、ABEMAスポーツチャンネルで8:00 - 16:00に完全中継を実施した。
- 2024年大会は公式ホームページ上での中継を実施する。

## 事後番組
2015年大会は日本テレビにて「リスタート」の題で5月2日に放送され、2016年大会以降はTBSテレビで放送されていた（いずれも関東地区ローカル）。
2022年大会はABEMAで事後番組を放送予定。